# Армяне в Бразилии
Армяне в Бразилии (порт. armeno-brasileiro, armênio-brasileiro, арм. Հայերը Բրազիլիայում) — община этнических армян, проживающих в Бразилии. По данным сайта ArmenianDiaspora.com, в 2009 году общая численность армянского населения в Бразилии составляла 40 000 человек.

## История
Армянские иммигранты селились в основном в Сан-Паулу и его окрестностях. В городе есть церкви, культурные центры и даже станция метро под названием «Армения».
Армянская община сохраняет прочное присутствие в городе, хотя и не по всей стране в целом.
Армяне стран Латинской Америки устроили демонстрацию в Бразилии, в городе Сан-Паулу у памятника Геноцида армян 24 апреля 1965 года, к 50-летию вступления в силу Закона переселения, армянами Бразилии была написана и исполнена пьеса под названием «The Adventures of Armenians 1915» в театре в Сан-Паулу.